# Barwa morska

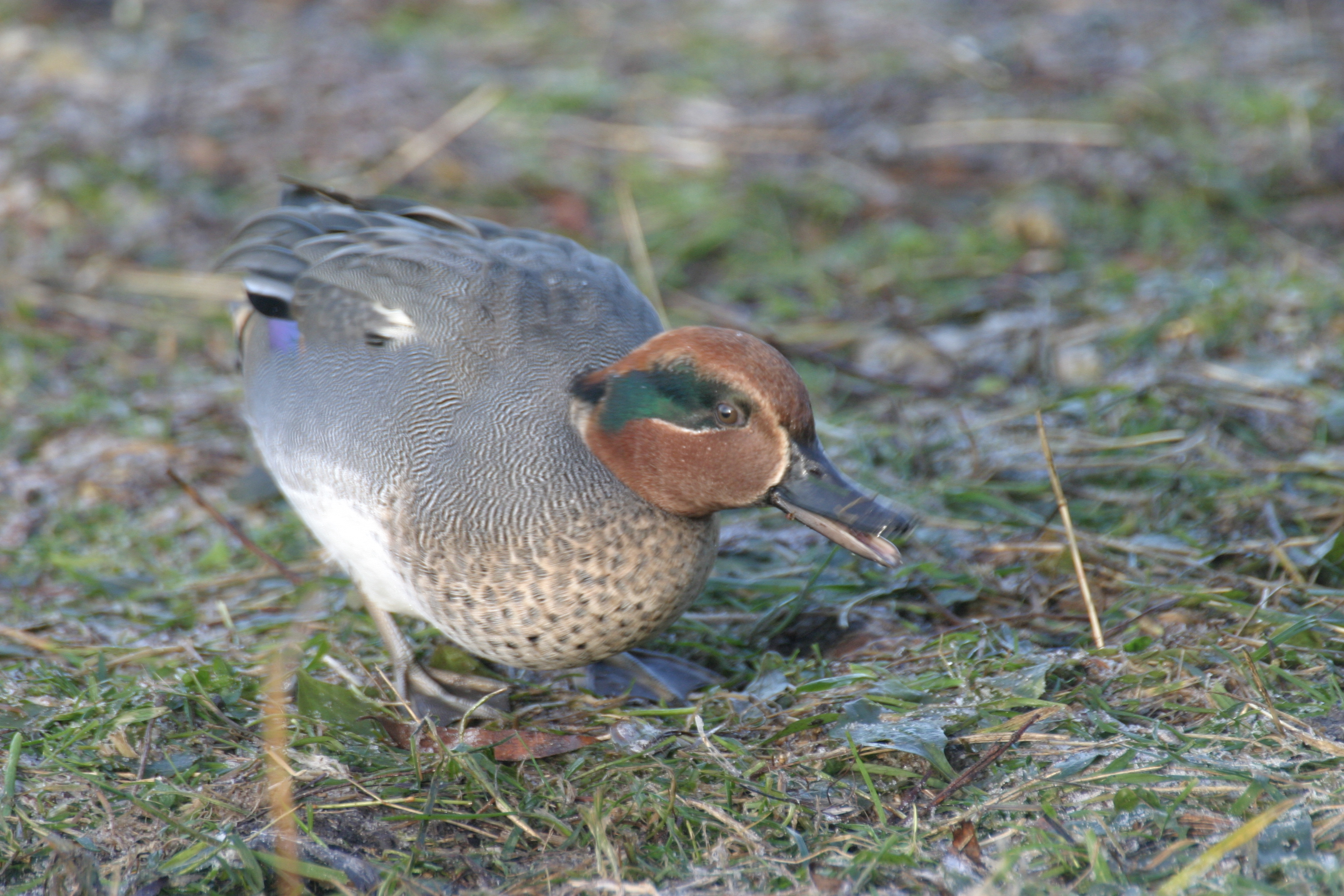
Cyraneczka

Barwa morska (turkusowy, modry, cyraneczka, ang. teal) – odcień barwy niebieskiej lub zielonej. Inna nazwa koloru pochodzi od nazwy gatunku ptaka o upierzeniu tego koloru, cyraneczki.
Kolor ten jest jednym z szesnastu podstawowych kolorów HTML.

## Morski w kulturze
Informatyka
- Morski to domyślny kolor tła w Windows 95 i Windows 98[1]

Sport
- Morski jest kolorem wielu drużyn sportowych, m.in. San Jose Sharks[2].

Gry komputerowe
- Game Boy występuje w kilku wariantach kolorystycznych, m.in. jasny morski.